# Mohammed Mourhit
Mohammed Mourhit (ur. 10 października 1970) - reprezentujący Belgię lekkoatleta marokańskiego pochodzenia, specjalizujący się w biegach długich.

## Sukcesy
- brązowy medal Mistrzostw Świata w Lekkoatletyce (Bieg na 5000 m Sewilla 1999)
- 3. miejsce w Finale Grand Prix IAAF (Bieg na 3000 m Monachium 1999)
- 2 złote medale Mistrzostw świata w biegach przełajowych (długi dystans, Vilamoura 2000 & Ostenda 2001)
- srebro podczas Halowych Mistrzostw Świata w Lekkoatletyce (Bieg na 3000 m Lizbona 2001)

Mourhit został obywatelem Belgii po ślubie z Belgijką w 1997. Z powodu dopingu odbył karę dwuletniej dyskwalifikacji (6.6.2002-5.6.2004), w 2004 powrócił do startów na bieżni, jednak nie osiąga już tak wartościowych rezultatów jak wcześniej.

## Rekordy życiowe
- Bieg na 3000 metrów – 7:26,62 (2000) były rekord Europy
- Bieg na 5000 metrów – 12:49,71 (2000) były rekord Europy
- Bieg na 10 000 metrów – 26:52,30 (1999) były rekord Europy
- półmaraton – 1:00:18 (1997) rekord Belgii, 3. wynik w historii europejskiej lekkoatletyki
- Bieg na 3000 metrów (hala) – 7:38,94 rekord Belgii, 7. wynik w historii europejskiej lekkoatletyki